# Liolaemus senguer
Espèce
Statut de conservation UICN

 LC  : Préoccupation mineure
Liolaemus senguer est une espèce de sauriens de la famille des Liolaemidae.

## Répartition et habitat
Cette espèce est endémique de la province de Chubut en Argentine. On la trouve entre 600 et 800 m d'altitude. Elle vit dans les steppes arides. La végétation est majoritairement composée de Senecio, Berberis, Adesmia et Mulinum.

## Publication originale
- Abdala, 2005 : Dos nuevas especies del género Liolaemus (Iguania: Liolaemidae) y redescripción de Liolaemus boulengeri (Koslowsky, 1898).  Cuadernos de Herpetología, vol. 19, no 1, p. 3-33.